# I Super 4
I Super 4 sono stati un gruppo musicale italiano di musica leggera formato nel 1984 e attivo fino al 2003.

## Storia
Il gruppo nasce nei primi anni ottanta dalla collaborazione di quattro cantautori che, tra la fine degli anni '50 e gli anni '60, avevano inciso per la RCA Italiana: Gianni Meccia, Jimmy Fontana, Nico Fidenco e Riccardo Del Turco.
Proprio l'etichetta originaria decide di lanciare il progetto: debuttano nel 1984 con un album 
omonimo, che raggruppa rivisitazioni di alcuni successi dei quattro (tra cui Il mondo, Legata a un granello di sabbia, Il pullover e Luglio) con alcuni nuovi brani, e questa rimarrà la caratteristica principale anche degli album seguenti.
Partecipano a numerose trasmissioni televisive, e dopo una parentesi alla Five Record, l'etichetta di proprietà della Fininvest per cui incidono un 45 giri nel 1986, pubblicano il secondo album nuovamente per l'RCA Italiana.
Si esibiscono inoltre insieme anche in tournée, e l'attività dal vivo continua fino al 1994; pubblicano un terzo album nel 1989, questa volta per la Dischi Ricordi.
Dopo un periodo di inattività, tornano in sala d'incisione nel 2002, pubblicando il disco I Super 4: I ragazzi di ieri con l'Azzurra Music: in questo disco i quattro propongono anche un medley dei principali successi del Festival di Sanremo.
A questo album fanno seguito alcune apparizioni televisive ed un nuovo tour.

## Discografia

### Album

#### 33 giri
- 1984 - Super4 (Siglaquattro/RCA, SIG 1021)
- 1987 - I Super 4: Belle senza età (RCA Italiana, TL 71415)
- 1989 - Super quattro (Dischi Ricordi, SMRL 6405)

#### CD
- 2002 - I Super 4: I ragazzi di ieri (Azzurra Music, TRI 1046)

### Singoli

#### 45 giri
- 1984 - Superquattro/Italian song (Siglaquattro/RCA, SIG 1021)
- 1986 - Non abbiamo l'età/Non abbiamo l'età (strumentale) (Five Record, FM 13137)